# Josef Fitzthum
Josef Fitzthum (ur. 14 września 1896 w Loimersdorf, zm. 10 stycznia 1945 w Wiener Neudorf) – austriacko-niemiecki wojskowy i funkcjonariusz organów bezpieczeństwa, SS-Gruppenführer, generał porucznik Waffen-SS, generał porucznik policji, dowódca SS i Policji w Albanii, dowódca 21 Dywizji Górskiej SS i 18 Ochotniczej Dywizji Grenadierów Pancernych SS. Uczestnik I i II wojny światowej.

## Życiorys
W latach 1916–1918 służył w cesarskiej i królewskiej Armii. Na stopień porucznika został mianowany ze starszeństwem z 1 sierpnia 1917 w korpusie oficerów piechoty. Jego oddziałem macierzystym był 3 Tyrolski Pułk Strzelców Cesarskich.
W 1932 wstąpił w szeregi SS. Od 1938 do 1940 był zastępcą szefa policji w Wiedniu. Przez krótki okres w 1944 był dowódcą 21 Dywizji Górskiej SS (1 albańska) Skanderbeg, rok później mianowany na dowódcę SS i Policji w Albanii. 3 stycznia 1945 objął dowództwo 18 Ochotniczej Dywizji Grenadierów Pancernych SS Horst Wessel. 10 stycznia 1945 zginął wypadku samochodowym.

## Ordery i odznaczenia
- Order Korony Żelaznej 3. klasy z dekoracją wojenną i mieczami[4]
- Signum Laudis Brązowy Medal Zasługi Wojskowej z mieczami na wstążce Krzyża Zasługi Wojskowej[4]
- Krzyż Wojskowy Karola[4]